# Préparateur en pharmacie
 (janvier 2018).
Si vous disposez d'ouvrages ou d'articles de référence ou si vous connaissez des sites web de qualité traitant du thème abordé ici, merci de compléter l'article en donnant les références utiles à sa vérifiabilité et en les liant à la section « Notes et références ».

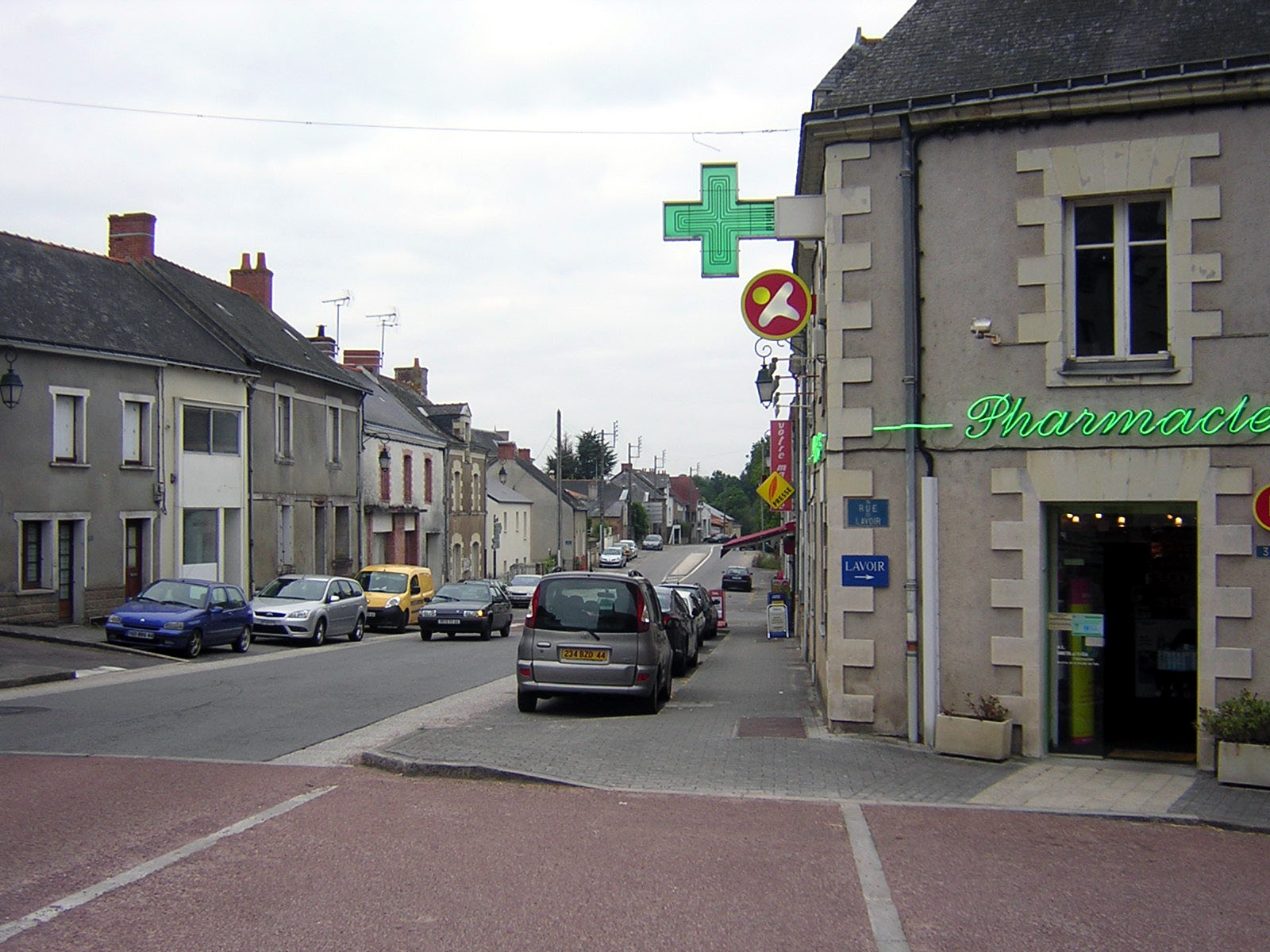
Pharmacie d'officine, principal employeur des préparateurs techniciens en pharmacie.

Le préparateur en pharmacie (ou préparateur technicien en pharmacie selon l'intitulé du diplôme), seconde le pharmacien dans les tâches de dispensation et de préparation des médicaments ainsi que dans les tâches administratives.
Seuls les pharmaciens et les préparateurs en pharmacie sont habilités à délivrer les médicaments humains et vétérinaires.
Ce titre d'emploi est comparable à celui des assistants techniques en pharmacie au Canada et des assistants en pharmacie en Suisse.

## Formation
Le DEUST préparateur technicien en pharmacie se prépare en alternance. Le contrat d’alternance (apprentissage ou professionnalisation) est un contrat à temps plein de 35h d’une durée de 24 mois.
Il s’organise en 16h de cours par semaine et 19h de travail en entreprise, son organisation est au choix de l’employeur.
L’inscription en DEUST préparateur en pharmacie n’est possible que pour les personnes qui soit sont titulaires d’un BAC ou d’un DAEU, soit ont signé un contrat d’alternance avec un employeur en pharmacie d’officine ou un établissement de santé employant des pharmaciens et des préparateurs en pharmacie.
Après obtention du diplôme, il peut ensuite s'orienter vers le DPPH (diplôme de préparateur en pharmacie hospitalière) pour pouvoir travailler dans le milieu hospitalier. La formation de préparateur en pharmacie hospitalière dure un an et le diplôme obtenu est un diplôme de niveau III. Elle est accessible par la voie de l’apprentissage, la promotion professionnelle, la formation initiale et la validation des acquis de l'expérience (VAE)(se renseigner au CFPPH pour les conditions d'accès). Le diplôme est délivré par le préfet de région. Neuf centres assurent cette formation : CFPPH de Paris, Toulouse, Lyon, Marseille, Montpellier, Bordeaux, Metz-Thionville, Lille, Tours et de la Guadeloupe.
Il est aussi possible de passer plusieurs diplômes universitaires (de phytothérapie, etc.).

## Rôles

### À l'officine
Le préparateur en pharmacie d'officine vérifie les ordonnances et délivre tous types de médicaments (y compris les stupéfiants), dispositifs médicaux et orthopédiques sous la responsabilité et le contrôle effectif d’un pharmacien. Il réalise les préparations magistrales et officinales de manière extemporané au préparatoire en respectant les « bonnes pratiques de préparation ». Il assure également la réception et le rangement des commandes, la gestion de la réserve et du réassort. En accord avec le titulaire, il peut même s'occuper d'un secteur précis et passer des commandes auprès des grossistes répartiteurs et des laboratoires.
Depuis le 6 décembre 2024, les préparateurs en pharmacie peuvent administrer tous les vaccins autorisés en officine, sous certaines conditions fixées par voie réglementaire. https://www.legifrance.gouv.fr/jorf/id/JORFTEXT000050731441
https://www.legifrance.gouv.fr/jorf/id/JORFTEXT000047949107

### À l'hôpital
Le préparateur en pharmacie hospitalière dispense des médicaments et des dispositifs médicaux stériles à un service et également aux patients ambulatoires ayant des traitements à dispensation hospitalière de type anti rétroviraux ou certains anti cancéreux ainsi que certains médicaments sous autorisation temporaire d'utilisation (ATU) ou certains autres traitements sous protocoles d'essais cliniques . Il effectue des préparations magistrales, hospitalières, radio-pharmaceutiques et de chimiothérapie (reconstitution de cytotoxiques) sous contrôle d'un pharmacien.
Il effectue aussi des opérations de stérilisation, participe à la gestion du stock de la PUI (pharmacie à usage interne) : achats, stockage, inventaire, contrôle…
Le préparateur en pharmacie est à la fois un scientifique avec des connaissances en biologie, biochimie, botanique et un technicien qui connaît la pharmacologie et la législation pharmaceutique. 

### En centre de vaccination
Le préparateur est autorisé à pratiquer la vaccination contre la COVID-19 (a condition d’avoir suivi une formation spécifique), sous la responsabilité d’un médecin.

## Matériel utilisé

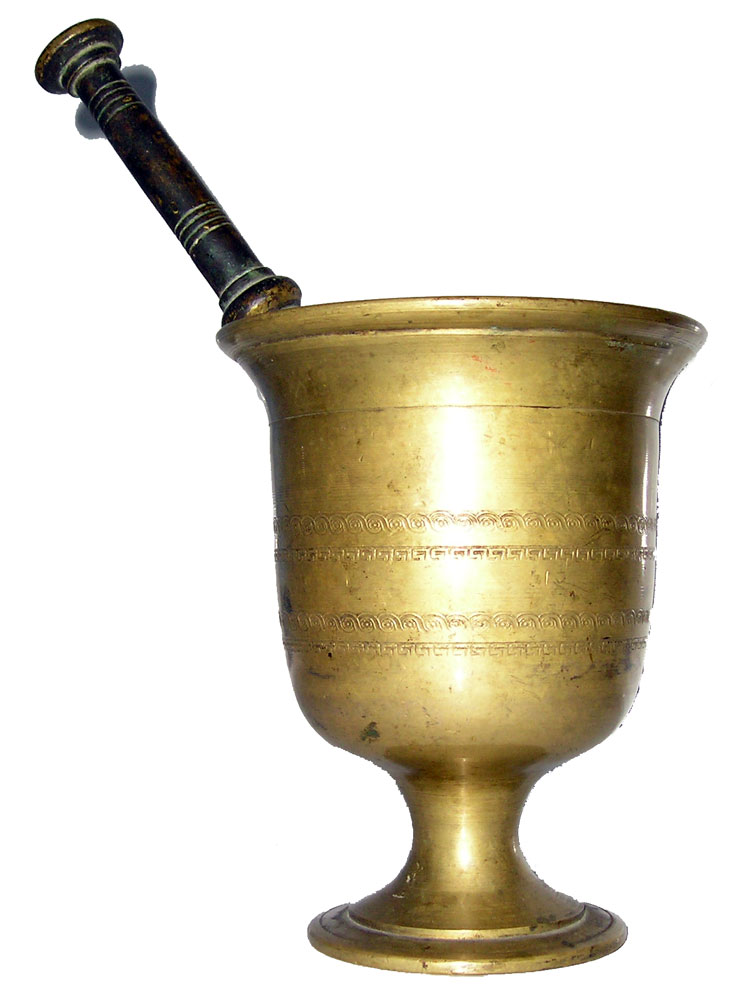
Mortier et pilon.

Le préparateur en pharmacie utilise toutes sortes de matériels pour fabriquer ses préparations magistrales et officinales (même si aujourd'hui, cela représente qu'une petite partie de l'activité de préparateur).
Le mortier et le pilon (utilisés depuis l'antiquité par les apothicaires) pour piler, triturer, concasser les différents produits galéniques (poudres, semi-solides, plantes), il est aussi le principal symbole des préparateurs à travers le monde.
Le gélulier est utilisé dans la fabrication de gélules, il est souvent constitué d'un support mobile sur lequel pivote un jeu de plaques transparentes percées de trous correspondants au diamètre des gélules. Chaque plaque correspond à la taille des gélules (qui est défini par un numéro entre 000 et 2 et qui correspond au volume de la gélule). Un gélulier complet est donc composé de 8 plaques plus le socle. Il permet (après y avoir placé des gélules vides) de les remplir, à l'aide d'un cure mortier, par écoulement et arasage.
Le reste du matériel s'apparente au matériel classique d'un laboratoire (spatules, agitateurs, pipettes, flacons).

## Temps de travail et salaire
En officine, ses horaires sont réguliers et correspondent aux horaires d'un commerce, de 8 heures 30 à 20 heures. Il peut néanmoins effectuer des gardes le soir, la nuit, le dimanche et les jours fériés. 
À l'hôpital, ses horaires sont ceux de la fonction publique, en général de 9 heures à 17 heures, il peut tout comme en officine effectuer des gardes.
Le salaire d'un préparateur en pharmacie est très variable en fonction des officines et du secteur d'activité, mais il va, environ, de 1250 euros net (240 étant le coefficient de base sur la grille des salaires des préparateurs) en début de carrière jusqu'à 2500 euros net par mois en fin de carrière (selon l'ancienneté, les formations effectuée, etc.. Il existe une grille salariale de référence, appliquée dans toutes les pharmacies excepté dans les très grandes villes (Paris, Lyon).

## Quelques chiffres
85 % des préparateurs en pharmacie sont des femmes.
L'emploi des préparateurs se trouve surtout en pharmacie d'officine, seuls environ 7 % des préparateurs travaillent en pharmacie hospitalière et moins de 3 % en industrie pharmaceutique, contre environ 90 % en pharmacie d'officine.

## Évolution professionnelle
Le préparateur en pharmacie peut faire partie d'une équipe d'opérateurs techniques dans l'industrie pharmaceutique.
Il peut choisir de travailler dans un hôpital et intégrer la fonction publique hospitalière, puis, après 4 ans d'expérience professionnelle, passer le concours pour devenir cadre de santé (IFCS), ou intégrer un hôpital militaire et travailler sous statut MITHA.
Il peut également s'orienter vers une carrière de visiteur médical.
Il peut aussi enseigner dans un centre de formation de préparateurs en pharmacie en ayant validé cinq ans d'expérience professionnelle et suivi une formation de formateur se déroulant sur deux ans.
Le préparateur peut également accéder aux études de pharmacie en vue de devenir pharmacien via une passerelle lui permettant d’accéder directement à la deuxième ou troisième année de pharmacie après évaluation de ses compétences et aptitudes.